# Шебойген (Мічиган)
Шебойген (англ. Cheboygan) — місто (англ. city) в США, в окрузі Чебойган штату Мічиган. Населення — 4770 осіб (2020).

## Географія
Шебойген розташований за координатами 45°38′31″ пн. ш. 84°28′8″ зх. д. / 45.64194° пн. ш. 84.46889° зх. д. (45.641914, -84.468763). За даними Бюро перепису населення США в 2010 році місто мало площу 18,11 км², з яких 17,60 км² — суходіл та 0,51 км² — водойми.

### Клімат
| Клімат : Шебойген     | Клімат : Шебойген | Клімат : Шебойген | Клімат : Шебойген | Клімат : Шебойген | Клімат : Шебойген | Клімат : Шебойген | Клімат : Шебойген | Клімат : Шебойген | Клімат : Шебойген | Клімат : Шебойген | Клімат : Шебойген | Клімат : Шебойген | Клімат : Шебойген |
| Показник              | Січ.              | Лют.              | Бер.              | Квіт.             | Трав.             | Черв.             | Лип.              | Серп.             | Вер.              | Жовт.             | Лист.             | Груд.             | Рік               |
| Середній максимум, °C | −2,2              | −2,2              | 1,7               | 10,0              | 16,7              | 22,8              | 25,6              | 25,0              | 20,0              | 13,9              | 5,0               | 0,0               | 11,4              |
| Середній мінімум, °C  | −11,1             | −13,3             | −8,3              | −1,1              | 3,9               | 10,0              | 12,8              | 11,7              | 8,9               | 2,8               | −1,1              | −7,2              | 0,0               |
| Норма опадів, мм      | 43                | 33                | 43                | 58                | 69                | 66                | 69                | 74                | 89                | 69                | 61                | 48                | 721               |
| --------------------- | ----------------- | ----------------- | ----------------- | ----------------- | ----------------- | ----------------- | ----------------- | ----------------- | ----------------- | ----------------- | ----------------- | ----------------- | ----------------- |
| Джерело: Weatherbase  |                   |                   |                   |                   |                   |                   |                   |                   |                   |                   |                   |                   |                   |

## Демографія
Згідно з переписом 2010 року, у місті мешкало 4867 осіб у 2025 домогосподарствах у складі 1164 родин. Густота населення становила 269 осіб/км². Було 2415 помешкань (133/км²).
Расовий склад населення:
| - 90,8 % — білих - 4,6 % — корінних американців - 1,0 % — чорних або афроамериканців - 0,2 % — азіатів |

До двох чи більше рас належало 3,2 %. Частка іспаномовних становила 1,2 % від усіх жителів.
За віковим діапазоном населення розподілялося таким чином: 22,1 % — особи молодші 18 років, 58,9 % — особи у віці 18—64 років, 19,0 % — особи у віці 65 років та старші. Медіана віку мешканця становила 40,8 року. На 100 осіб жіночої статі у місті припадало 91,9 чоловіків; на 100 жінок у віці від 18 років та старших — 89,3 чоловіків також старших 18 років.
Середній дохід на одне домашнє господарство становив 34 972 долари США (медіана — 24 389), а середній дохід на одну сім'ю — 40 283 долари (медіана — 32 083). Медіана доходів становила 30 649 доларів для чоловіків та 27 407 доларів для жінок. За межею бідності перебувало 33,9 % осіб, у тому числі 57,5 % дітей у віці до 18 років та 7,6 % осіб у віці 65 років та старших.
Цивільне працевлаштоване населення становило 1572 особи. Основні галузі зайнятості: роздрібна торгівля — 26,9 %, освіта, охорона здоров'я та соціальна допомога — 16,0 %, виробництво — 12,8 %, мистецтво, розваги та відпочинок — 12,5 %.